# Бойча (герб)
Бойча (Бій, Модзель, Модзелє, П'ясечна, П'ясніча, помилково — Свєньчиц, пол. Bojcza, Boycza, Modzel, Modzele, Modzelie, Piaseczna, Piasnicza, помилково — Świeńczyc) — шляхетський герб польського чи руського походження. В середні віки герб мав іншу назву та інші кольори ніж в пізніші часи.

## Історія
Бракує печаток з зображенням цього герба. Перший відомий судовий запис з 1453 р. (Мазовецькі записки гербові, де він згадується як Модзелє і П'ясечна (пол. Modzele i Pyasseczna)).
Лише два середньовічні джерела містять зображення чи опис цього герба. В Stemmata polonica та у Клейнотах Яна Длугоша герба має блакитне поле. Stemmata додатково описує барви хреста як срібні. Середньовічні барви гербу збереглись також в переказах XVI ст. Так зображали герб: Камин в продовженні «Клейнотів» Длугоша, Амброзій з Ниси і Бартош Папроцький в «Гербах рицарства польського» і «Гнізді чесноти».
Гербовники XVII ст. впровадили новий елемент в постаті клейноду — три страусині пера. Кольори залишились незмінними. Так змальовують герб Бойча гербовники: Клейноти… Яна Александра Горчина (1630), Orbis Poloni Шимона Окольського (1641), натомість Збірник гербів… Вацлава Потоцького (1696) не описує гербових кольорів.
Ще на початку XVIII ст. кольори герба подають як блакитне поле й срібний хрест. Так є в гербовнику Антонія Сваха (1705). Та вже Каспер Несецький запровадив новизну у вигляді червоного поля гербу й золотого хреста. Причина цієї зміни невідома, Несецький посилається на Гніздо чесноти Папроцького, хоча в ньому кольори поля блакитні й срібний хрест. З цього часу й до сьогодні герб зображують з цими кольорами.
Червоне поле й золотий хрест подав і Микола Павлищев (1853), а Олександр Лакієр в Російській геральдиці (1854) подав дві версії герба. Юліуш Кароль Островський в Книзі гербовій родів польських (1897—1906) подає герб з кольорами як у Павлищева.
Думку Островського поділяють й геральдисти XX ст. Еміліян Шеліга-Жерницький в Die polnischen Stammwappen (1904) і Збігнєв Лещиць в Гербах польської шляхти (1908).
Сучасні дослідження, як от Гербовник польський від середньовіччя до XX століття Тадеуша Гайля і Гербовник родовий Альфреда Знамеровського, через розбіжності в історичних джерелах, не займають єдиної позиції щодо кольорів герба. Гайль подає обидві версії як два відмінні герби (Бойча і Модзеля), натомість Знамеровський середньовічну версію герба описує словами.

## Етимологія
Юзеф Шиманський вказує, що Модзелє (Modzele, Modzelie) є іменною назвою, яка посилається на власне ім'я, хоча не виключає також, що назва може походити від прізвиська Modzel, яке означає відбиток, мозіль. П'ясечна за Шиманським є назвою, що походить від прізвиська пісочна, піщана, та, що знаходиться в піску.
Бойча, згідно з Шиманським, початково мала бути назвою іншого гербу, з подвійним хрестом (в середньовіччі вживалась назва Буньча, Буйне (Buńcza, Bujne)). Цю назву помилково вжив Папроцький до герба Модзелє в своїй праці. З тих пір назва Бойча прийнята як основна (головна) для даного гербу.

## Опис
У червоному полі золотий потрійний хрест, у клейноді три страусові пера. Намет червоний, підбитий золотом.
Початкова версія гербу, середньовічна, мала блакитне поле й срібний хрест з невідомим клейнодом.

## Роди
Тадеуш Гайль подає наступні назви родів: Бабинські (Babiński), Боравські (Borawski), Буцькі (Bucki), Домбровські (Dąbrowski), Дроздовські (Drozdowski), Заклічевські (Zakliczewski), Клепацькі (Klepacki), Лес(ь)невські (Leśniewski), Лес(ь)ньовські (Leśniowski), Модзелевські (Modzelewski), Модзеля (Modzela), Раковські (Rakowski), Рековські (Rekowski), Рибалтовські (Rybałtowski), Тваровські (Twarowski), Чоханські (Czochański), Чуханські (Czuchański).